# Femeia visurilor
Femeia visurilor este un film românesc din 2005 regizat de Dan Pița. În rolurile principale joacă actorii Dan Condurache și Răzvan Vasilescu.

## Distribuție
- Dan Condurache ca Thomas Alexandru
- Răzvan Vasilescu ca Nene
- Adrian Pintea ca Dr. Antim
- Cătălina Mustață ca Noa
- Claudiu Bleonț ca Fabian
- Eugen Cristea
- Florin Zamfirescu este Cratofil
- Ilinca Goia ca Mania
- Irina Movilă ca Vanda
- Marius Bodochi ca Caius
- Olga Tudorache ca Mama
- Vladimir Găitan ca Oftalmolog
- Gabriela Bobes

## Legături externe
- Femeia visurilor la Internet Movie Database
- Femeia visurilor la CineMagia
- Cinema. Un nou regal cinematografic semnat Dan Pita: "Femeia visurilor", Silvia Kerim, Formula AS - anul 2005, numărul 695